# Будинок Алферакі
Будинок Алферакі — палац у місті Таганрог розташований за адресою: вулиця Фрунзе, 41. Збудований у 1848 році архітектором Андрієм Івановичем Штакеншнейдером на замовлення Миколи Дмитровича Алферакі. Нині в ньому розміщується Таганрозький краєзнавчий музей.

## Історія
Алферакі закінчили будівництво свого особняка в 1848 році і прожили в ньому в цілому близько 30 років. Автором проекту був відомий архітектор, професор Петербурзької академії мистецтв Андрій Іванович Штакеншнейдер, визнаний на той час авторитет в питаннях палацової архітектури. Трохи пізніше до будинку був прибудований великий двохсвітний зал, висотою близько 9 метрів, прикрашений картинами, каміном і масивним годинником.
Ліплення античної роботи, яка прикрашала будівлю з зовні і зсередини, анфіладне розташування парадних кімнат, великий двохсвітний зал, стельовий розпис вітальні, зроблені італійськими художниками, наближали будівлю до палацового типу. Збудований особняк, і з внутрішньої та з зовнішньої обробки дійсно являв собою справжній палац. Князь М. Г. Голіцин, який побував в Таганрозі в 1857 році, писав у журналі «Бібліотека для читання»:

Відносно пишноти в Таганрозі є будинки, які не поступаються царським палатам. Такий, наприклад, будинок відомого багатія, негоціанта Алферакі, що вартий, за запевненням багатьох, уважного огляду по чудовим картинам, статуям, антиках та інших предметах художньої розкоші.

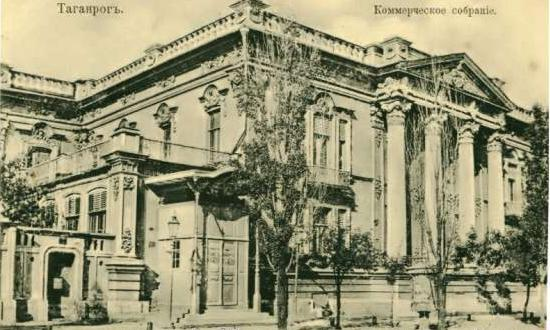
Будинок в 19 столітті

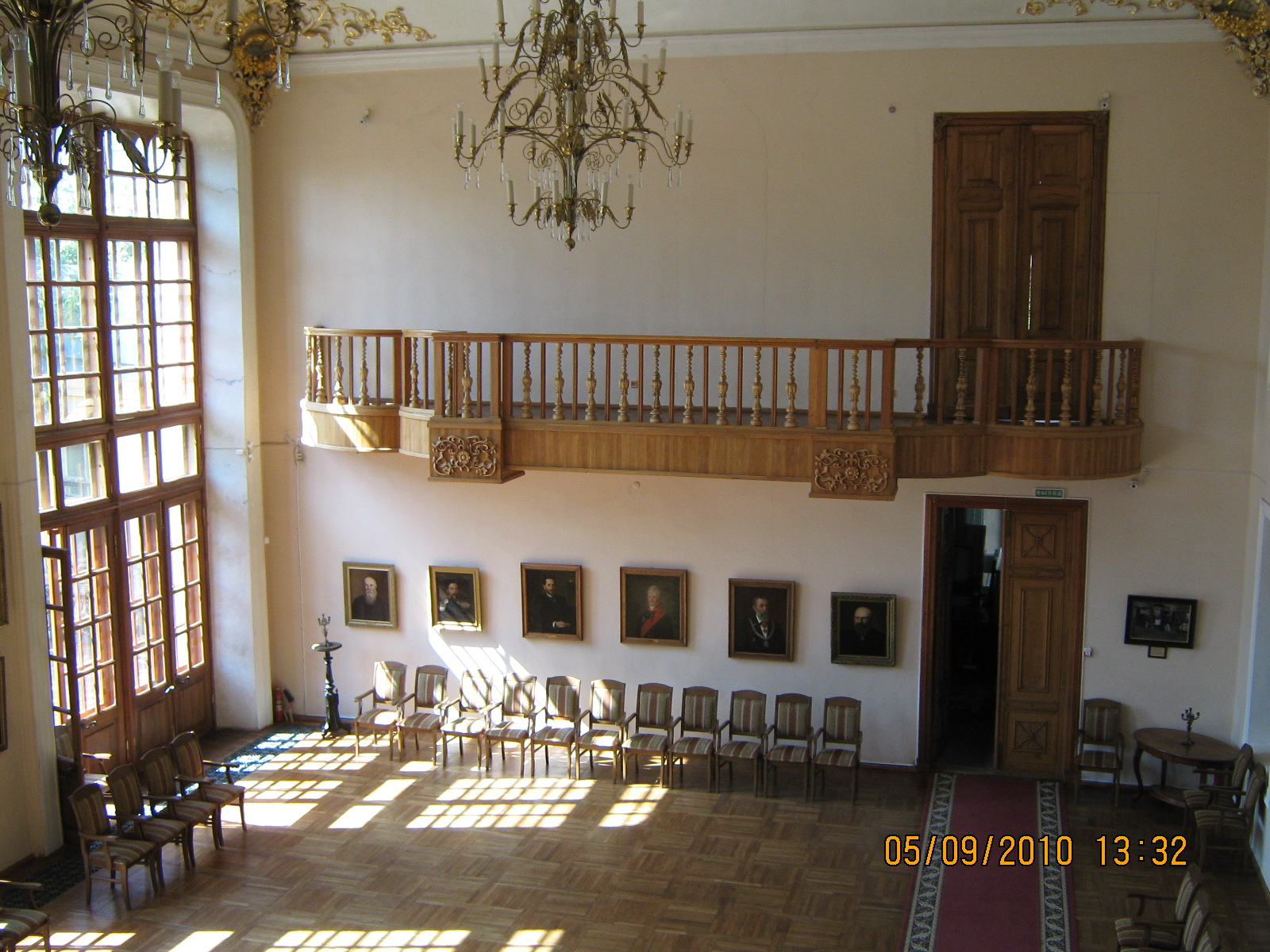
зала

У двохсвітному залі Алферакі давали грандіозні бали, на які запрошувалося обране таганрозьке суспільство, поміщики і знайомі Алферакі із сусідніх міст. Гості приїжджали у розкішному вбранні, привезеному спеціально з Парижа та Відня. Всі меблі в будинку, обстановка і сервірування були придбані за кордоном.
Поруч з головним двоповерховим будинком, де на правах господаря став жити поміщик-негоціант Микола Дмитрович Алферакі знаходився великий флігель коридорної системи, де зі своїми вчителями та гувернерами оселилися сини старшого Алферакі — Микола, Ахіллес, Сергій і Михайло. Діти виявилися талановиті, але не на комерційному терені: Сергій був відомим мандрівником, Ахіллес став композитором. Проте всі вони вели досить марнотратний спосіб життя і після смерті М. Д. Алферакі справи сім'ї прийшли в занепад.
В кінці 70-х років домоволодіння, що займало весь квартал перейшло до купця Негропонте, який розпродав його по частинах. Палац з садом був куплений купецьким товариством для клубу «Комерційні збори».
У великому залі часто влаштовувались концерти з участю приїжджих знаменитостей. У 1876 році, будучи гімназистом. А. П. Чехов вперше потрапив на концерт за участю професора Петербурзької консерваторії Л. С. Ауера і композитора Танєєва. Під час свого перебування в Таганрозі клуб відвідував П. І. Чайковський. Тодішнє життя палацу, неминучу карткову гру, що панувала в клубі, прогулянки по саду відображені в оповіданнях Чехова «Іонич», «Маска», «Моє життя».

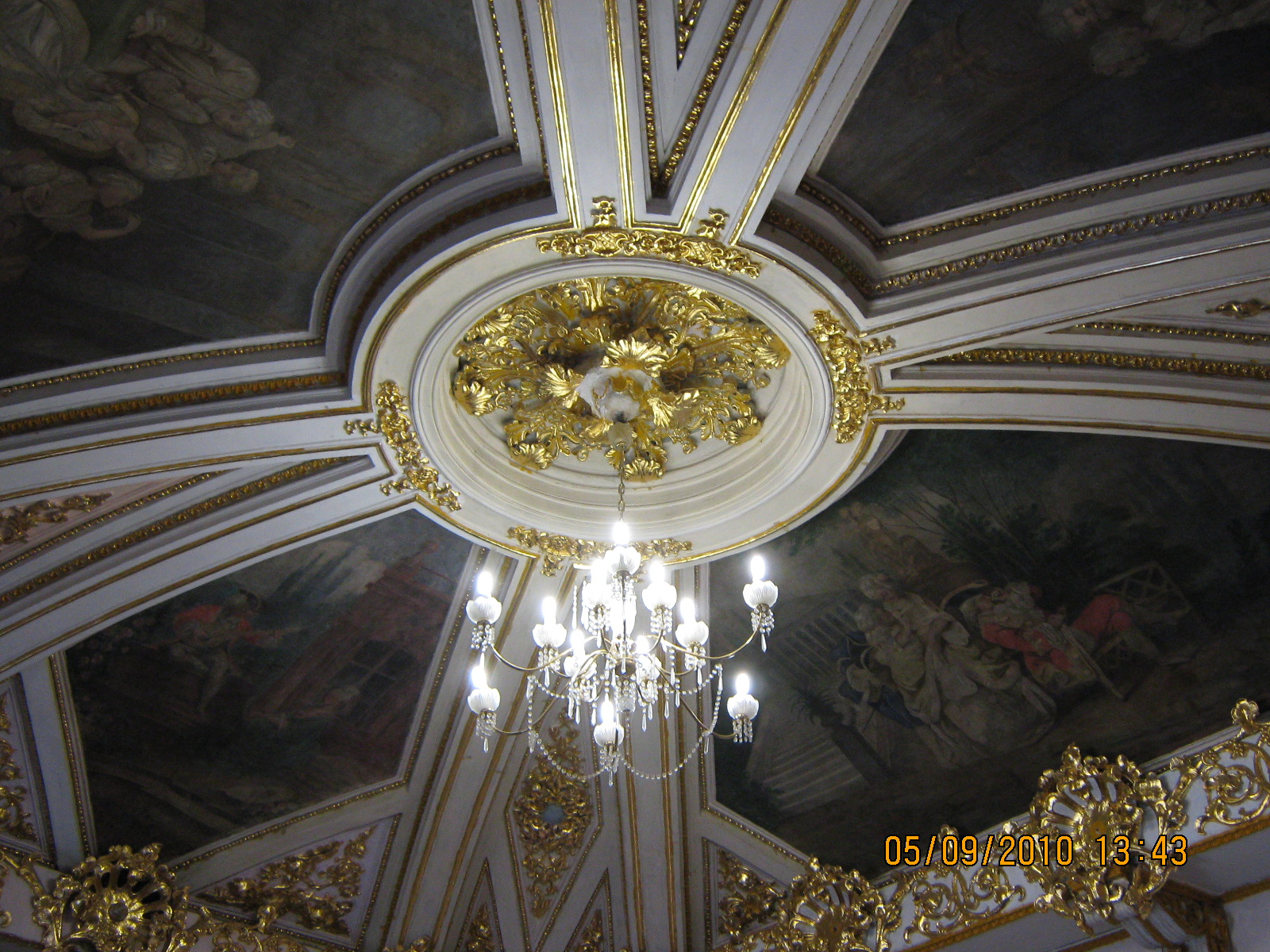
Розписана стеля в одному із залів

Після Жовтневого перевороту будинок клубу займали різні радянські установи, з 1927 року воно було передано краєзнавчому музею, заснованому ще в 1898 році.
У 1989—1996 роках відбулося своєрідне повернення до коренів — були проведені реставраційні роботи, що дозволили багато в чому відновити первісний вигляд палацу. Постав у колишньому своєму пишноті знаменитий двоярусний зал, де проходять концерти, виставки, урочисті одруження, відзначаються пам'ятні дати, які увійшли в історію міста. 
У 1995—1996 роках відкрита нині діюча експозиція. З відновленням традиції концертів і прийомів, музей знов перетворився на найважливіший центр культурного життя міста.